# Tullebølle Kirke
Tullebølle Kirke er en kirke, der står i Tullebølle på Langeland omkring 6 km fra Tranekær. Den er opført i 1200-tallet og består af kor og skib i romansk stil samt senere tårn og våbenhus.

## Inventar
Prædikestolen i renæssance er fra 1632. Døbefonten i granit stammer muligvis fra en tidligere kirke. Altertavlen har 12 udskårne apostelfigurer fra 1508 og er ellers i nygotisk stil med et maleri med korsfæstelsesmotiv malet af F. Storck i 1866

## Eksterne kilder og henvisninger
- Wikimedia Commons har flere filer relateret til Tullebølle Kirke
- Tullebølle Kirke hos KortTilKirken.dk